# Granat PRB 8
PRB 8 belgijski granat zaczepny. Jego odmianą jest granat nasadkowy PRB 103 wyposażony w statecznik.